# 4412 Chephren
4412 Chephren este un asteroid din centura principală, descoperit pe 26 septembrie 1960, de Cornelis van Houten și Tom Gehrels.